# From Her to Eternity
A From Her to Eternity a Nick Cave and the Bad Seeds első, bemutatkozó albuma, 1984-ből.

## Közreműködő zenészek
- Nick Cave – ének
- Hugo Race – gitár
- Anita Lane – basszusgitár
- Mick Harvey – dob
- Barry Adamson – gitár, zongora
- Blixa Bargeld – gitár

## Számok
1. Avelanche (Leonard Cohen)
2. Cabin Fever
3. Well of Misery
4. From Her to Ethernity
5. In the Ghetto
6. The Moon Is in the Gutter
7. Saint Huck
8. Wings of Flies
9. A Box for Black Paul
10. From Her to Eternity (1987-es verzió a Berlin felett az ég c. filmből)